# Masa efectiva
En la física del estado sólido, la masa efectiva de una partícula es la masa que parece tener en un cristal según el modelo semiclásico de transporte. Parece ser que, bajo ciertas condiciones, los electrones y los huecos de un cristal se comportan a campos magnéticos y eléctricos como si estuvieran libres en el vacío pero con una masa diferente. Generalmente no es igual que la masa del electrón libre. Esta masa se suele expresar como una constante por la masa del electrón
La masa efectiva, m*, se determina por la estructura de bandas y varía según el tipo de material. Depende de la curvatura de la superficie E-k.
En los dispositivos electrónicos la masa efectiva es una masa virtual que se calcula como una fracción de la masa del electrón en el vacío y depende del tipo de materia a considerar Carbono, Silicio, Germanio, etc.
La masa efectiva permite considerar electrones y lagunas del modelo como si fueran partículas de la física clásica moviéndose en el vacío cuando en realidad se derivan de partículas cuánticas (electrones reales) que se mueven en el cristal o sólidos cristalinos puro, perfecto y a 0K.